# سان سولبيس (مترو باريس)
سان سولبيس (بالفرنسية: Saint-Sulpice)‏ هي محطة مترو تابعة لمترو باريس تقع في فرنسا في الدائرة السادسة في باريس.[بحاجة لمصدر]